# Korfbal 1999-2000
Korfbalseizoen 1999-2000 was een korfbalseizoen van het KNKV.

## Veldcompetitie KNKV
In seizoen 1999-2000 was de hoogste Nederlandse veldkorfbalcompetitie in de KNKV de Hoofdklasse; 2 poules met elk 8 teams. Het kampioenschap is voor de winnaar van de kampioenswedstrijd, waarin de kampioen van de Hoofdklasse A tegen de kampioen van de Hoofdklasse B speelt.
 Hoofdklasse A
| pos | club            | gs | w  | g | v  | pnt | dv  | dt  | dt  |
| --- | --------------- | -- | -- | - | -- | --- | --- | --- | --- |
| 1.  | DOS'46          | 14 | 11 | 1 | 2  | 23  | 235 | 181 | +54 |
| 2.  | Nic./VCD        | 14 | 10 | 1 | 3  | 21  | 230 | 185 | +45 |
| 3.  | PKC             | 14 | 10 | 0 | 4  | 20  | 237 | 172 | +55 |
| 4.  | Deetos/Phobos   | 14 | 7  | 2 | 5  | 16  | 251 | 230 | +21 |
| 5.  | Sporting Trigon | 14 | 5  | 2 | 7  | 12  | 206 | 223 | -17 |
| 6.  | KVS             | 14 | 5  | 0 | 9  | 10  | 210 | 226 | -16 |
| 7.  | Refleks         | 14 | 2  | 2 | 10 | 6   | 170 | 240 | -70 |
| 8.  | AKC/Emilux      | 14 | 0  | 4 | 10 | 4   | 192 | 274 | -82 |

Hoofdklasse B
| pos | club                | gs | w  | g | v  | pnt | dv  | dt  | dt  |
| --- | ------------------- | -- | -- | - | -- | --- | --- | --- | --- |
| 1.  | Die Haghe           | 14 | 14 | 0 | 0  | 28  | 254 | 182 | +72 |
| 2.  | Blauw-Wit           | 14 | 8  | 2 | 4  | 18  | 270 | 236 | +34 |
| 3.  | Oost-Arnhem/Olympia | 14 | 8  | 0 | 6  | 16  | 256 | 219 | +37 |
| 4.  | HKV/Ons Eibernest   | 14 | 6  | 1 | 7  | 13  | 211 | 225 | -14 |
| 5.  | Marfûgels           | 14 | 6  | 1 | 7  | 13  | 248 | 269 | -21 |
| 6.  | Groen Geel          | 14 | 5  | 2 | 7  | 12  | 214 | 222 | -8  |
| 7.  | DVO                 | 14 | 4  | 0 | 10 | 8   | 221 | 275 | -54 |
| 8.  | VADA '25            | 14 | 2  | 0 | 12 | 4   | 179 | 225 | -46 |

| Hoofdklasse Finale |           |    |
|                    |           |    |
| A1                 | DOS'46    | 12 |
| B1                 | Die Haghe | 13 |

| Veldkampioen van Nederland 2000 |
| ------------------------------- |
| Die Haghe                       |

## Zaalcompetitie KNKV
In seizoen 1999-2000 was de hoogste Nederlandse zaalkorfbalcompetitie in de KNKV de Hoofdklasse; 2 poules met elk 8 teams. Sinds dit seizoen is de kruisfinale ingesteld; de bovenste 2 ploegen per poule spelen 1 kruisfinale. De twee winnaars spelen 1 zaalfinale.

 Hoofdklasse A
| pos | club                | gs | w  | g | v  | pnt | dv  | dt  | dt  |
| --- | ------------------- | -- | -- | - | -- | --- | --- | --- | --- |
| 1.  | Deetos/Phobos       | 14 | 12 | 1 | 1  | 25  | 281 | 224 | +57 |
| 2.  | PKC                 | 14 | 10 | 1 | 3  | 21  | 246 | 213 | +33 |
| 3.  | Oost-Arnhem/Olympia | 14 | 8  | 0 | 6  | 16  | 283 | 247 | +36 |
| 4.  | Blauw-Wit           | 14 | 4  | 4 | 6  | 12  | 269 | 264 | +5  |
| 5.  | KVS                 | 14 | 6  | 0 | 8  | 12  | 223 | 253 | -30 |
| 6.  | DOS'46              | 14 | 4  | 3 | 7  | 11  | 256 | 262 | -6  |
| 7.  | HKV/Ons Eibernest   | 14 | 5  | 0 | 9  | 10  | 175 | 208 | -33 |
| 8.  | Antilopen           | 14 | 2  | 1 | 11 | 5   | 228 | 290 | -52 |

Hoofdklasse B
| pos | club            | gs | w  | g | v  | pnt | dv  | dt  | dt  |
| --- | --------------- | -- | -- | - | -- | --- | --- | --- | --- |
| 1.  | Die Haghe       | 14 | 12 | 1 | 1  | 25  | 284 | 193 | +91 |
| 2.  | Nic./VCD        | 14 | 12 | 0 | 2  | 24  | 310 | 245 | +65 |
| 3.  | DVO             | 14 | 9  | 0 | 5  | 18  | 284 | 289 | +5  |
| 4.  | Dalto           | 14 | 6  | 0 | 8  | 12  | 272 | 299 | -27 |
| 5.  | Fortuna         | 14 | 5  | 1 | 8  | 11  | 234 | 259 | -25 |
| 6.  | Groen Geel      | 14 | 4  | 2 | 8  | 10  | 257 | 284 | -27 |
| 7.  | Sporting Trigon | 14 | 4  | 0 | 10 | 8   | 232 | 248 | -16 |
| 8.  | De Meeuwen      | 14 | 2  | 0 | 12 | 4   | 227 | 283 | -57 |

### Topscoorders van de zaalcompetitie
| Naam                | Club                | Goals |
| ------------------- | ------------------- | ----- |
| Dennis Voshart      | Deetos/Phobos       | 58    |
| Heleen van der Wilt | Oost-Arnhem/Olympia | 52    |

### Play-offs en finale
|  | halve finale  | halve finale |  |          | finale    | finale |
|  |               |              |  |          |           |        |
|  |               |              |  |          |           |        |
|  | Deetos/Phobos | 23           |  |          |           |        |
|  | Nic./VCD      | 24           |  |          |           |        |
|  |               |              |  |          | Die Haghe | 23     |
|  |               |              |  | Nic./VCD | 18        |        |
|  | Die Haghe     | 17           |  |          |           |        |
|  | PKC           | 12           |  |          |           |        |

| Zaalkampioen van Nederland 2000 |
| ------------------------------- |
| Die Haghe                       |

## Prijzen
| Award                             | Winnaar          | Club         |
| --------------------------------- | ---------------- | ------------ |
| Beste Speler                      | Tim Abbenhuis    | KV Die Haghe |
| Beste Speelster                   | Mandy Loorij     | KV Die Haghe |
| Coach van het Jaar                | Hans Leeuwenhoek | KV Die Haghe |
| Beste Scheidsrechter van het Jaar | Wim Dirksen      |              |
| Talent van het Jaar               | Edwin Hogendorf  | KV Die Haghe |
| Talente van het Jaar              | Sabrina Bijvank  | DOS'46       |